# Marianne Limpert

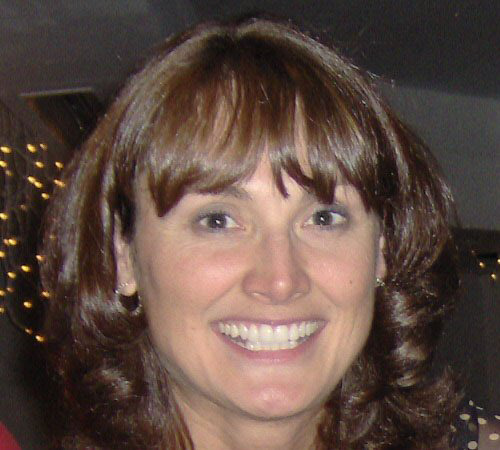
Marianne Limpert (2008)

Marianne Louise Limpert (* 10. Oktober 1972 in Matagami, Québec) ist eine ehemalige kanadische Schwimmerin. Sie gewann bei den Olympischen Spielen 1996 eine Silbermedaille, bei Panamerikanischen Spielen erkämpfte sie zwei Gold-, fünf Silber- und drei Bronzemedaillen und bei Commonwealth Games erschwamm sie eine Goldmedaille, zwei Silbermedaillen und sieben Bronzemedaillen.

## Karriere
Geboren in Québec, wuchs Marianne Limpert in Fredericton, New Brunswick auf. Dort besuchte sie die Fredericton High School. Ihre sportliche Karriere erlebte sie weitgehend beim Pacific Dolphins Swim Club in Vancouver und als Studentin der University of British Columbia.

### 1992 bis 1995
Bei den Olympischen Spielen 1992 in Barcelona belegte die kanadische 4-mal-100-Meter-Freistilstaffel mit Marianne Limpert, Nikki Dryden, Andrea Nugent und Allison Higson den achten Platz. Limpert erreichte auch das Finale über 200 Meter Lagen und wurde Sechste mit 0,04 Sekunden Vorsprung auf Nancy Sweetnam, die zweite Kanadierin. 1993 gewann Limpert über 200 Meter Lagen und mit der 4-mal-200-Meter-Freistilstaffel bei der Universiade in Buffalo, mit der 4-mal-100-Meter-Freistilstaffel wurde sie Zweite.
1994 bei den Commonwealth Games in Victoria trat Limpert in sechs Wettbewerben an und gewann fünf Medaillen, nur über 200 Meter Freistil ging sie als Sechste leer aus. Über 100 Meter Freistil siegte die Engländerin Karen Pickering vor der Australierin Karen van Wirdum, Limpert schlug als Dritte an. Über 200 Meter Lagen siegte die Australierin Elli Overton vor Marianne Limpert und Nancy Sweetnam. Limpert schwamm auch als einzige Kanadierin in allen drei Staffeln und gewann jeweils Bronze. Bei den Weltmeisterschaften in Rom schwamm Limpert über 200 Meter Lagen auf den vierten Platz. Mit der 4-mal-100-Meter-Freistilstaffel wurde Limpert Sechste und mit der 4-mal-200-Meter-Freistilstaffel Fünfte.
1995 fanden die Panamerikanischen Spiele in Mar del Plata statt. Limpert gewann drei Silbermedaillen mit den Staffeln. Über 100 Meter Freistil wurde sie Dritte hinter Angel Martino und Amy van Dyken, beide aus den Vereinigten Staaten. Über 200 Meter Freistil siegte Cristina Teuscher aus den USA vor Limpert. Über 200 Meter Lagen erschwammen die Kanadierinnen einen Doppelsieg, es siegte Joanne Malar vor Marianne Limpert. Ende 1995 gewannen Joanne Malar, Sarah Evanetz, Shannon Shakespeare und Marianne Limpert als 4-mal-200-Meter-Freistilstaffel bei den Kurzbahnweltmeisterschaften 1995.

### 1996 bis 1999
1996 bei den Olympischen Spielen in Atlanta belegte die kanadische 4-mal-100-Meter-Freistilstaffel mit Shannon Shakespeare, Julie Howard, Andrea Moody und Marianne Limpert den siebten Platz. Zwei Tage später erreichten mit Limpert und Malar zwei Kanadierinnen das Finale über 200 Meter Lagen. Im Endlauf siegte die Irin Michelle Smith mit 0,42 Sekunden vor Marianne Limpert, die ihrerseits 0,39 Sekunden vor der Chinesin Lin Li und 0,95 Sekunden vor Joanne Malar anschlug. Marianne Limpert, Shannon Shakespeare, Andrea Schwartz und Jessica Deglau erreichten einen Tag später den fünften Platz in der 4-mal-200-Meter-Freistilstaffel. Marianne Limpert gewann von 1993 bis 1999 zwei Silbermedaillen und vier Bronzemedaillen bei Pan Pacific Championships. 1997 erkämpfte sie mit Silber über 200 Meter Lagen ihre einzige Einzelmedaille.
Anfang 1998 bei den Weltmeisterschaften in Perth wurde Limpert Sechste über 200 Meter Lagen. Ebenfalls Sechste wurde die 4-mal-100-Meter-Freistilstaffel mit Laura Nicholls, Nicole Davey, Shannon Shakespeare und Marianne Limpert. Bei der Eröffnungsfeier für die Commonwealth Games 1998 in Kuala Lumpur war Limpert Fahnenträgerin der kanadischen Mannschaft. Über 200 Meter Lagen gewann sie die Goldmedaille vor Joanne Malar. Mit der Lagenstaffel gewann Limpert die Silbermedaille und mit der 4-mal-100-Meter-Freistilstaffel die Bronzemedaille. 1999 war Kanada in Winnipeg gastgebende Nation der Panamerikanischen Spiele. Über 100 Meter Freistil siegte Laura Nicholls vor Tammie Spatz aus den USA und Marianne Limpert. Joanne Malar siegte über 200 Meter Lagen vor Maggie Bowen aus den Vereinigten Staaten und Marianne Limpert. Die kanadische 4-mal-100-Meter-Freistilstaffel mit Jessica Deglau, Marianne Limpert, Sarah Evanetz und Laura Nicholls und die 4-mal-200-Meter-Freistilstaffel mit Deglau, Joanne Malar, Limpert und Nicholls konnten beide zum ersten Mal bei Panamerikanischen Spielen die Staffel aus den Vereinigten Staaten bezwingen und gewannen beide Gold.

### 2000 bis zum Karriereende
Im März 2000 erkämpfte Marianne Limpert zwei Medaillen bei den Kurzbahnweltmeisterschaften 2000. Sie wurde Zweite über 100 Meter Lagen und Dritte über 200 Meter Lagen. Bei den Olympischen Spielen 2000 in Sydney trat Limpert in vier Disziplinen an und erreichte jeweils den Endlauf. Die 4-mal-100-Meter-Freistilstaffel mit Limpert, Shakespeare, Nicholls und Deglau schwamm auf den siebten Platz. Über 200 Meter Lagen verpasste Limpert als Vierte die Bronzemedaille um 0,12 Sekunden. Die 4-mal-200-Meter-Freistilstaffel mit Limpert, Shakespeare, Malar und Deglau wurde Fünfte. Schließlich erreichte die 4-mal-100-Meter-Lagenstaffel mit Kelly Stefanyshyn, Christin Petelski, Jen Button und Marianne Limpert den sechsten Platz.
2001 bei den Weltmeisterschaften in Fukuoka verfehlte die 4-mal-100-Meter-Freistilstaffel als Neunte den Finaleinzug und Limpert schwamm auch im Halbfinale über 200 Meter Lagen die neuntschnellste Zeit. Nur die 4-mal-200-Meter-Freistilstaffel mit Limpert, Deglau, Sophie Simard und Nicholls erreichte das A-Finale, schlug aber als viertschnellste Staffel dreieinhalb Sekunden nach den drittplatzierten Japanerinnen an. Bei den Commonwealth Games 2002 in Manchester gewann Limpert mit beiden Freistilstaffeln die Bronzemedaille. Auch über 200 Meter Lagen wurde sie Dritte hinter Kirsty Coventry aus Simbabwe und 0,08 Sekunden hinter der Australierin Jennifer Reilly. 2003 nahm Limpert an den Weltmeisterschaften in Barcelona teil und wurde noch einmal Achte mit der 4-mal-200-Meter-Freistilstaffel. Die Qualifikation für die Olympischen Spiele 2004 gelang Limpert nicht mehr.
In ihren 15 Jahren im Leistungssport trat Marianne Limpert mehr als 100-mal für Kanada an. 2007 wurde sie in die Canadian Olympic Hall of Fame aufgenommen.